# Chidera Eggerue
Chidera Eggerue, conocida con el seudónimo The Slumflower, es una escritora y bloguera de moda nigeriana británica. Es conocida por su libro What a Time to Be Alone y por la campaña en línea #SaggyBoobsMatter. Fue incluida en la lista 100 Women de la BBC.

## Trayectoria
Eggerue se crio en el sureste de Londres, en Peckham, un barrio de mayoría británico-nigeriana. Asistió a la escuela primaria Goose Green. Después pasó al colegio Notre Dame para cursar la enseñanza secundaria. Su familia es igbo. Asistió a la universidad para estudiar diseño de moda, pero no pudo terminar la carrera debido a una depresión.
De adolescente se sentía insegura porque sus pechos no se parecían a los de una modelo en el embalaje de su primer sujetador. Más tarde decidió abrazar su figura y publicó una foto con un vestido sin sujetador en septiembre de 2017, utilizando el hashtag #SaggyBoobsMatter (en español #lastetasflácidasimportan), que ganó prominencia en Twitter e Instagram, para desafiar la convención de que las mujeres con pechos grandes deben usar un sujetador si sus senos están caídos.Recibió reacciones en contra de la campaña. A principios de 2018, una de sus fotos sin sujetador se convirtió en un meme que se refería a ella y a otra mujer negra como poco atractivas.
Luego comenzó un blog llamado The Slumflower para destacar la moda que no está cubierta dentro del mainstream. El nombre hace referencia al concepto de una rosa que crece en el cemento y procede del cortometraje creado por el dúo creativo Street Etiquette. El blog presenta moda de estilo callejero, moderna y asequible. También escribe sobre temas como la amistad, las citas, el racismo y el sexismo.
A principios de 2018, presentó un documental de Newsbeat que exploraba la pérdida de cabello y sus propias experiencias con la alopecia traccional. Cita a Munroe Bergdorf, Reni Eddo-Lodge y Chimamanda Ngozi Adichie como sus mayores inspiraciones. Fue directora creativa de Innclusive, una organización de alquiler de viviendas que atiende a un público multirracial.
En enero de 2020 presentó el documental de Channel 4 Bring Back the Bush, en el que analizaba por qué las mujeres se depilan el vello púbico.

### Libros
Eggerue creó un fanzine con consejos sobre el amor propio. Tras una positiva acogida, empezó a buscar editor. Eggerue publicó un libro titulado What a Time to be Alone: The Slumflower's Guide to Why You Are Already Enough en julio de 2018 bajo Quadrille Publishing. Pocos días después de su publicación, el libro se convirtió en un bestseller del Sunday Times. El libro se centra en el amor propio y contiene consejos sobre cómo las mujeres jóvenes pueden ser felices solas. Eggerue utiliza proverbios igbo en todo el libro. Grabó una charla Tedx sobre el amor propio, que lleva el nombre del libro, el mismo mes de su publicación.
En febrero de 2020 publicó How To Get Over A Boy, un libro de autoayuda que da consejos sobre las citas.

## Reconocimientos
En 2018 fue reconocida como una de las mujeres más influyentes del año por la BBC al incluirla su lista 100 Women.

## Obras
- 2018. What a Time to be Alone: The Slumflower's guide to why you are already enough (¡Qué momento para estar solo!: La guía de Slumflower sobre por qué ya eres suficiente). Fecha de publicación 26 de julio de 2018, Quadrille Publishing. ISBN 9781787133143
- 2020. How To Get Over A Boy (Cómo superar a un chico). Fecha de publicación 6 de febrero de 2020, Hardie Grant Publishing. ISBN 9781787134812